# 昆山公交227路
```
  
昆山公交227路
是昆山的公交车之一，从花桥国际商务城站出发，到
上海轨道交通11号线
安亭站，全长约1.5千米，为免费公交。
```

## 暂时停运
2013年10月16日，上海地铁11号线花桥段试运营，227路遂停止开行。

## 外部連結
227走向